# Попружна
Попру́жна — село в Україні, у Білоцерківському районі Київської області, у складі Ставищенської селищної громади. Розташоване на обох берегах річки Красилівка (притока Гнилого Тікичу) за 18 км на схід від смт Ставище. Населення становить 587 осіб.

## Галерея

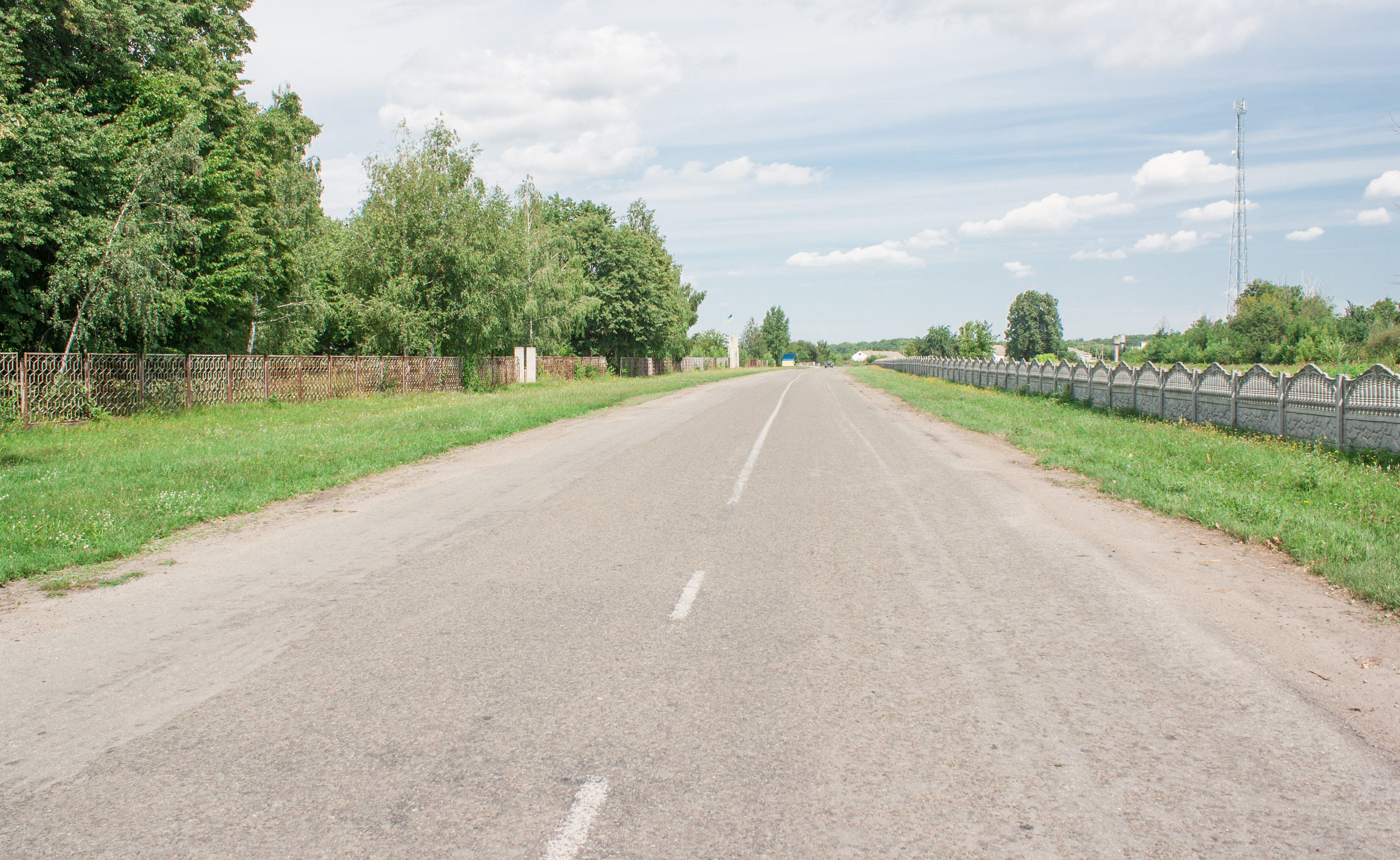
Вулиця Незалежності
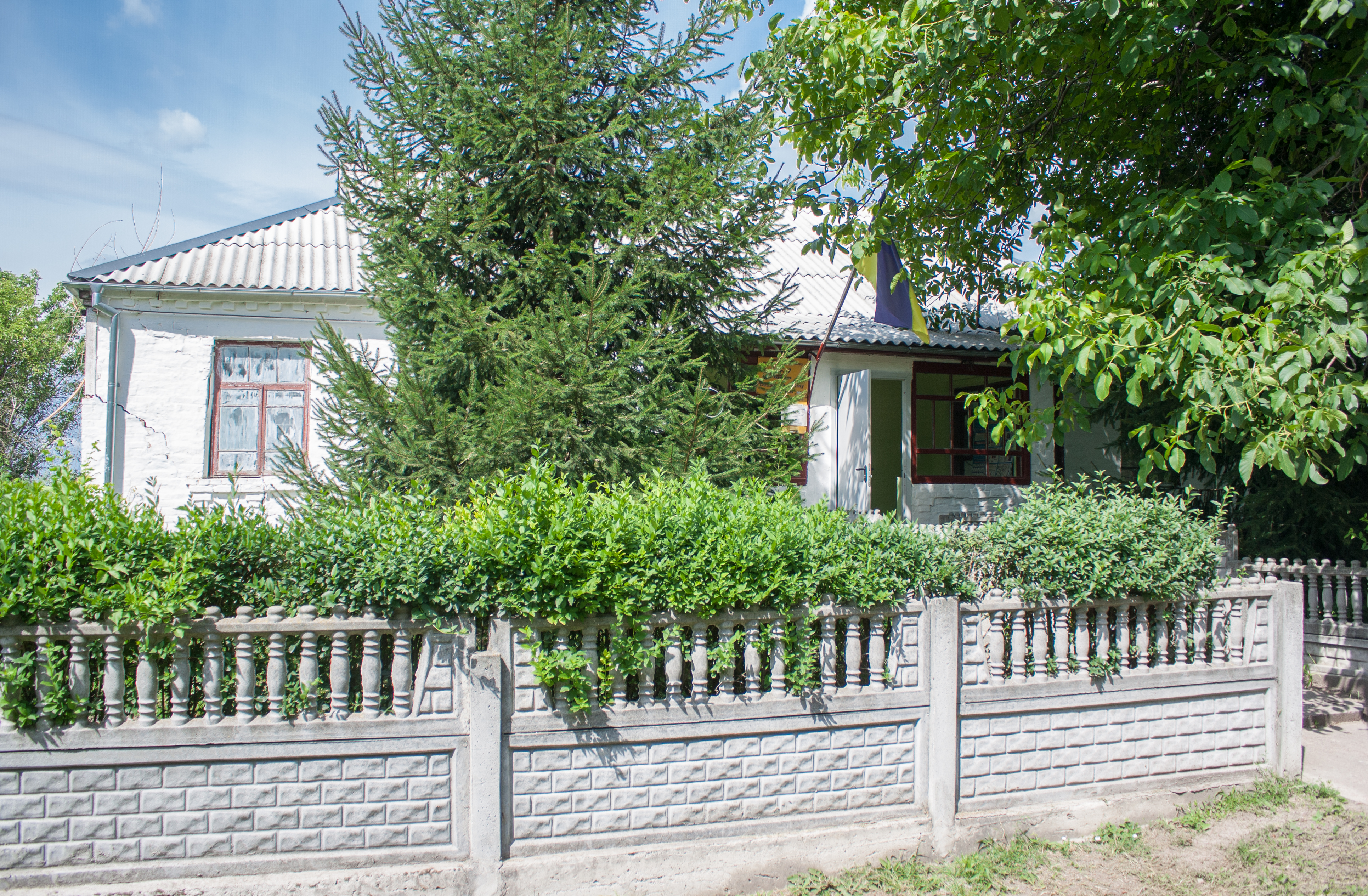
Сільська рада
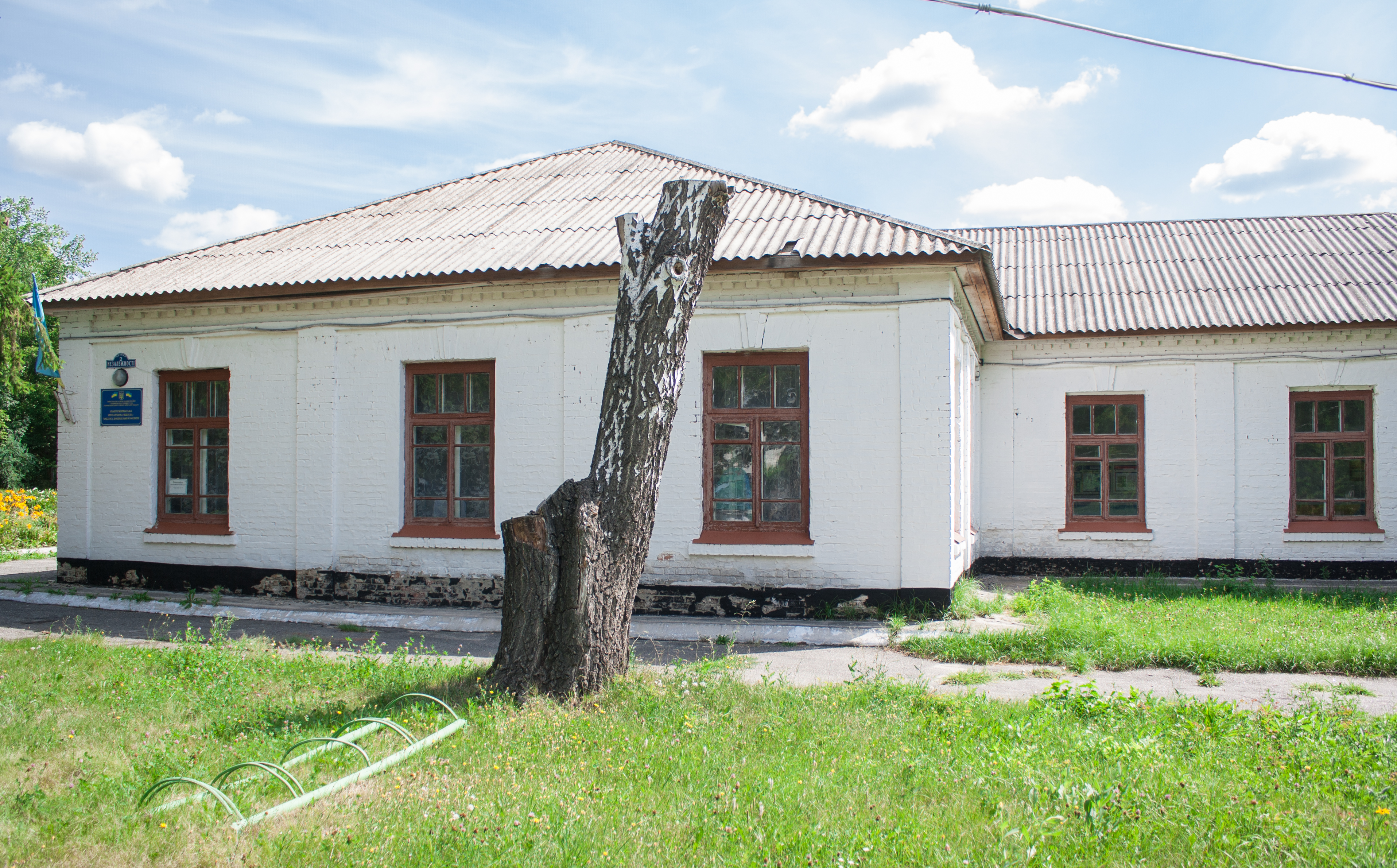
Школа
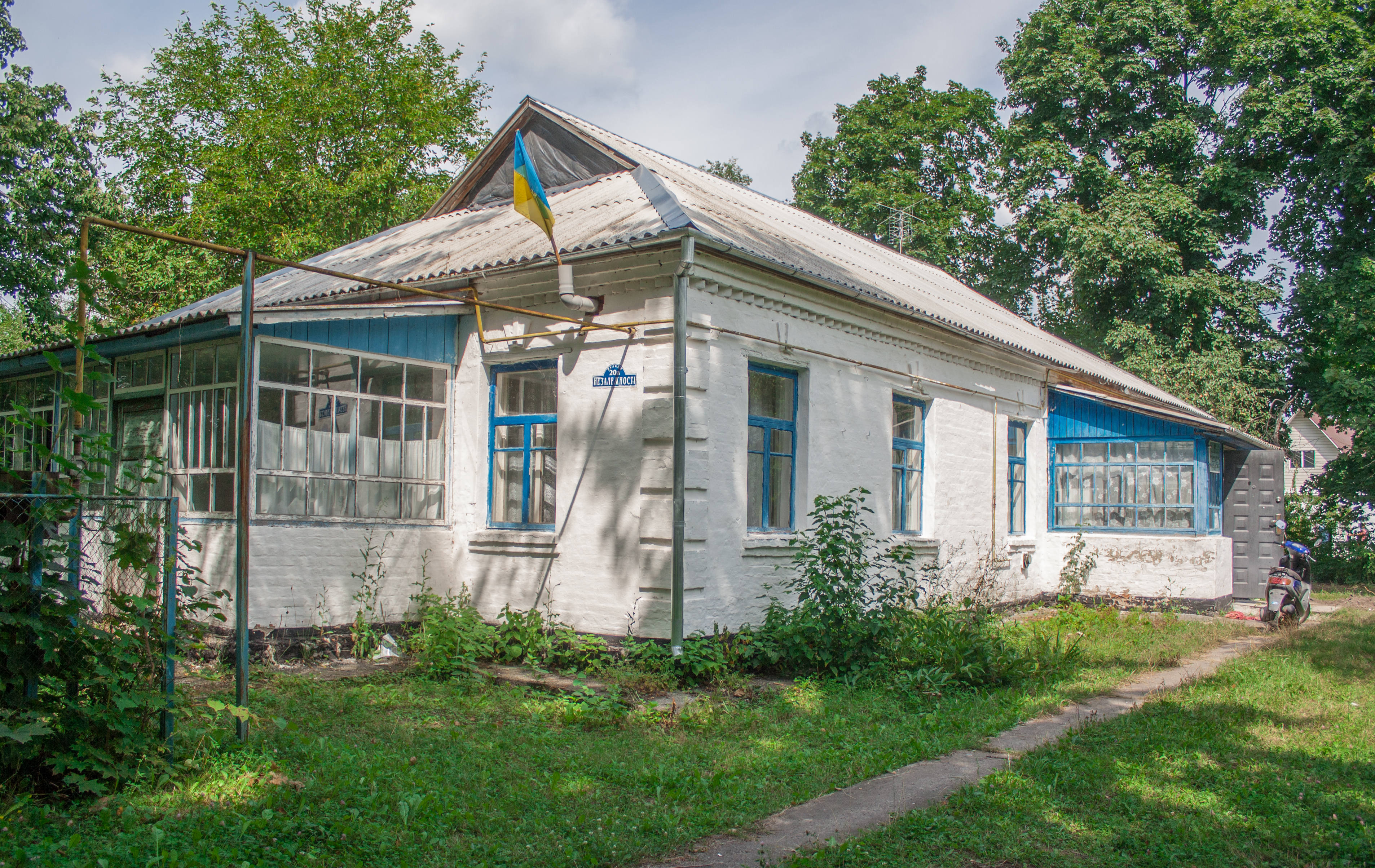
ФАП
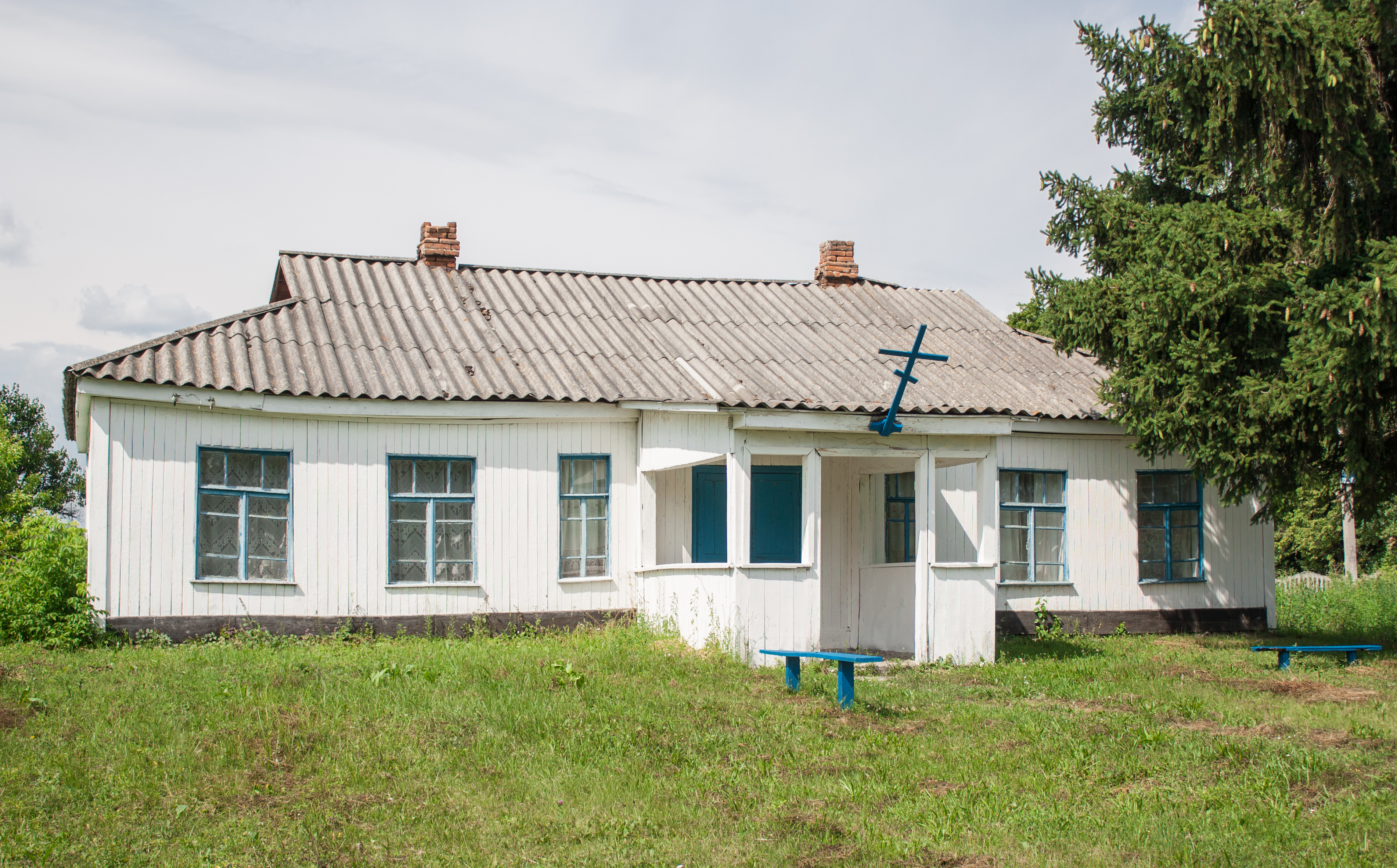
Церква
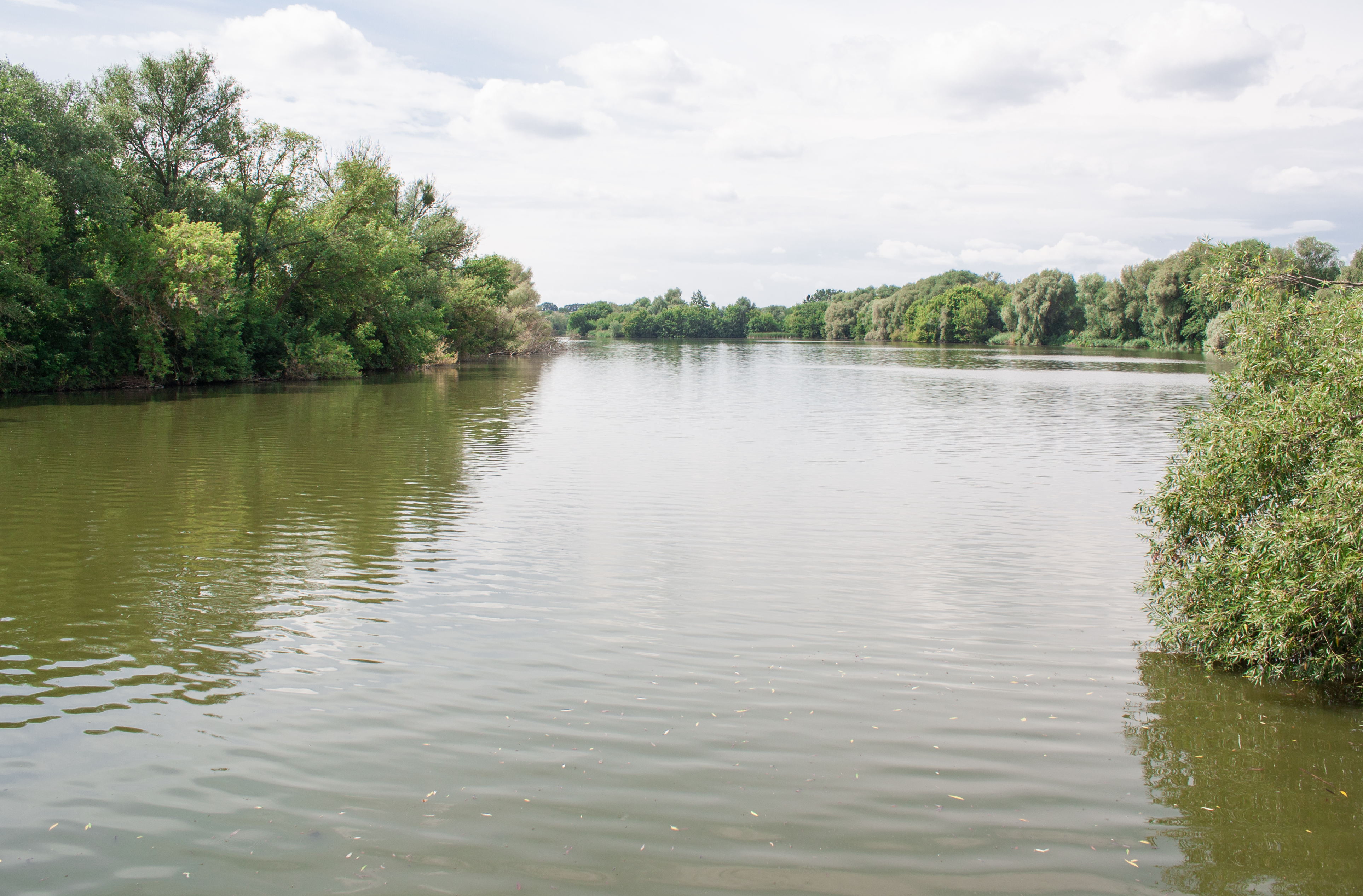
Ставок на річці Красилівка
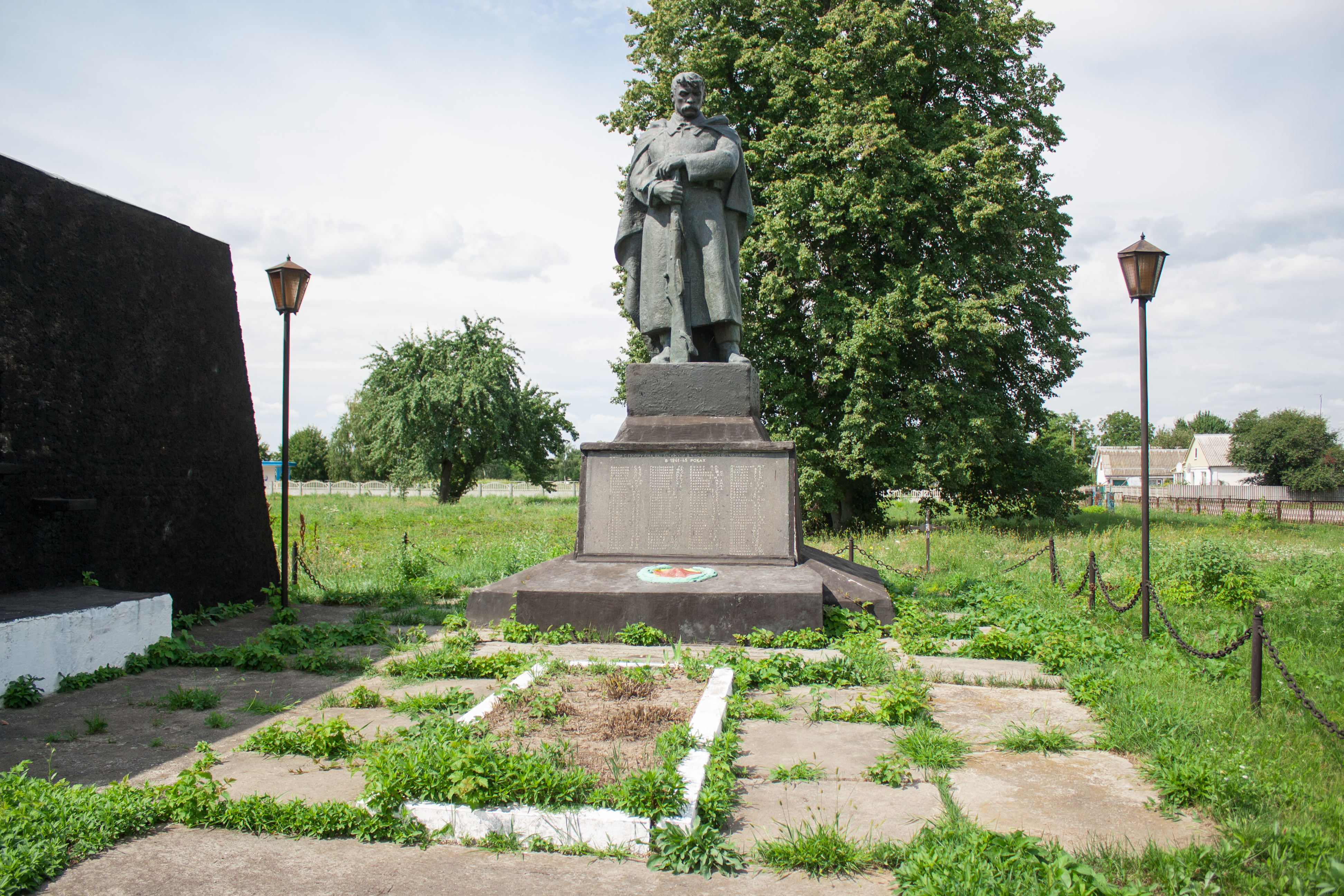
Братська могила радянських воїнів